# Rokurō Naya
Rokurō Naya (納谷 六朗 Naya Rokurō?,  Tokio, Japón, 20 de octubre de 1932 − Ōta, Tokio, 17 de noviembre de 2014) fue un reconocido actor, seiyū y narrador japonés. Fue hermano menor del también seiyū Gorō Naya (1929−2013). Naya vivió toda su vida en Tokio y estuvo afiliado con Mausu Promotion hasta el momento de su muerte. Falleció el 17 de noviembre de 2014 a causa de una neumonía.

## Filmografía

### Anime
- Camus de Acuario (hasta Poseidon) en Saint Seiya.
- Sensui Shinobu en Yu Yu Hakusho.
- Enchou en Crayon Shin-chan.
- Leonard Henry en FAKE.
- Captain Dorai en Street Fighter II V.
- Elder; Throne of Yord en Shamanic Princess.
- Dr. Scarecrow en Super Doll Licca-chan.
- Ujimasa Hojo en Mirage of Blaze.
- Padre de Kozue en Maison Ikkoku
- Zellner en Noir.
- Fredrickson en Tanoshii Moomin Ikka
- Kuwabara Hon'inbo en Hikaru no Go.
- Haredas en One Piece.
- Doctor Nazonazo (Dr. Riddles) en Konjiki no Gash Bell!!
- Kotemon en Digimon Xros Wars
- Kouran Mori en Flame of Recca.
- Grumman en Fullmetal Alchemist: Brotherhood.
- Lord Kharlan en Arslan Senki OVA.
- Wolf Kanagushi en Ashita no Joe 2.
- Osamu Ishikura (ep 34) y Shark Suzuki en Ashita no Joe.
- Burudasu en Galaxy Express 999.
- Yasuhiko Yamada en Space Battleship Yamato.
- Ishikawa en City Hunter 2.
- Profesor Hanawa en Urusei Yatsura.
- Hyottoko/Ryuukichi en Ranma ½

### Tokusatsu
- Kamen Rider 1 en episosios #9-10 de Kamen Rider
- Moak en Seijū Sentai Gingaman.
- Kata en Jūken Sentai Gekiranger.
- Nakinakite en Samurai Sentai Shinkenger.

### Doblaje
- Profesor X en X-MEN (versión japonesa).
- Calamardo Tentáculos, El Holandés Volador, Sireno Man, Parche el Pirata, Manta Raya, Burbuja Sucia, Viejo Jenkins, Kevin y Voces adicionales (temps. 1-8) en Bob Esponja.
- Chucky en Child's Play 2.
- Dr. Donald "Ducky" Mallard en NCIS: Criminología Naval (temps. 1-4).
- Sir Topham Hatt (3ª voz) en Thomas y sus amigos.
- Bud Robinson en La familia del futuro.
- James Gordon en Batman inicia.
- J. Loren Pryor (temps. 1-2) y Alcalde Quimby (temp. 2, 1ª aparición) en Los Simpson.
- Zugor en Tarzán 2.

### Videojuegos
- Zadoc en Panzer Dragoon Saga.
- Gadwin en Grandia.
- Ghaleon en Lunar: The Silver Star.
- Ghaleon en Lunar: Eternal Blue.
- Luft Weizen en Galaxy Angel.
- Gunter en Fire Emblem Fates.

### Películas animadas
- Camus de Acuario en Shinku no shōnen densetsu
- Kakeru Tsuki en Naruto: Daikōfun! Mikazukito no Animaru Sōdo Dattebayo!.
- Obispo Moretti en Golgo 13: El profesional